# I Killed a Party Again
I Killed a Party Again är en EP av Jens Lekman. Skivan utgavs på eget bolag och var limiterad till 100 exemplar.

## Låtlista
1. "REC" - 3:46
2. "Kill a Party/Resurrect It" - 2:37
3. "Hultsfred '98" - 4:33
4. "Firecracker" - 3:50
5. "Someone to Share My Life With" - 5:53

### Fotnoter
1. ↑  ”I Killed a Party Again”. Discogs.com. http://www.discogs.com/Jens-Lekman-I-Killed-A-Party-Again/release/1550508. Läst 12 april 2012.